# Ananas fritzmuelleri
Ananas fritzmuelleri är en gräsväxtart som beskrevs av Camargo. Ananas fritzmuelleri ingår i släktet Ananas och familjen Bromeliaceae. Inga underarter finns listade i Catalogue of Life.

## Bildgalleri

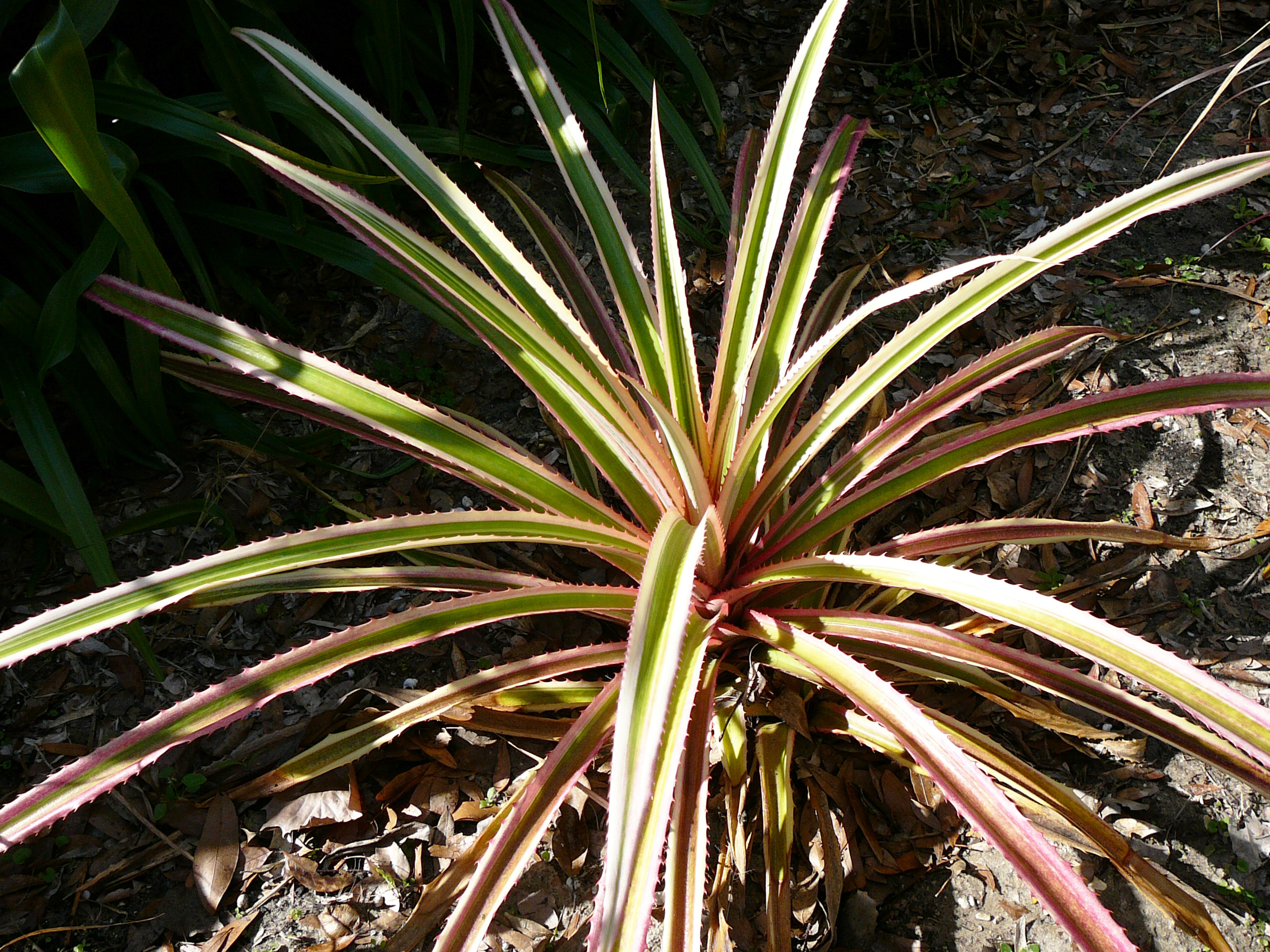
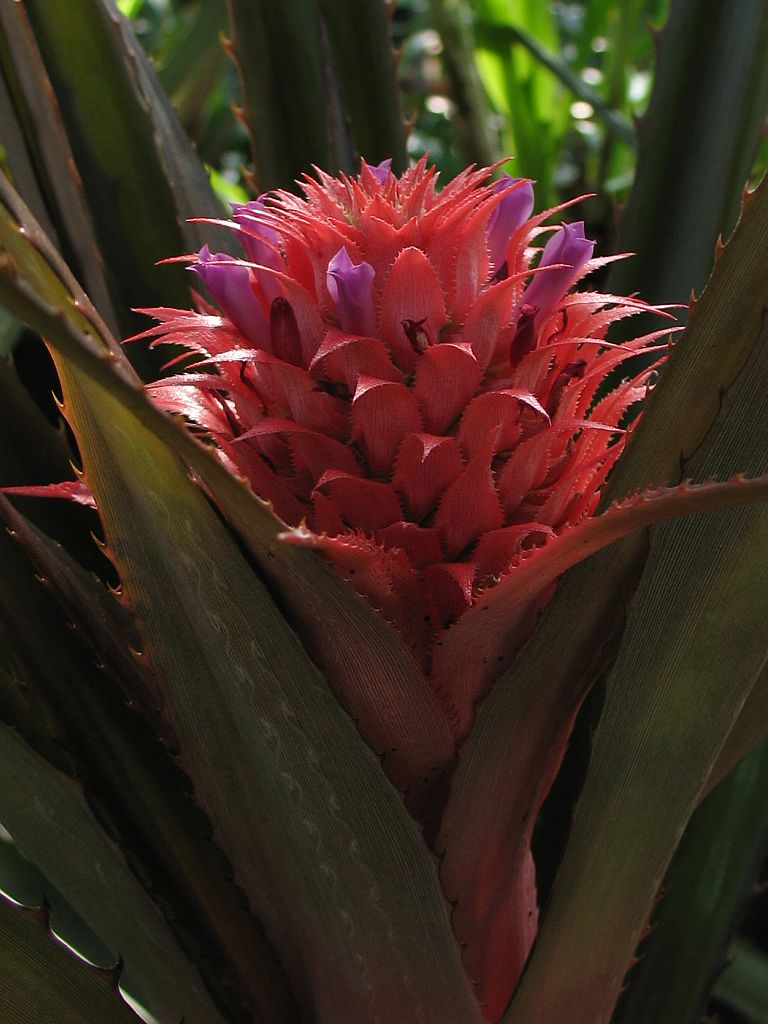
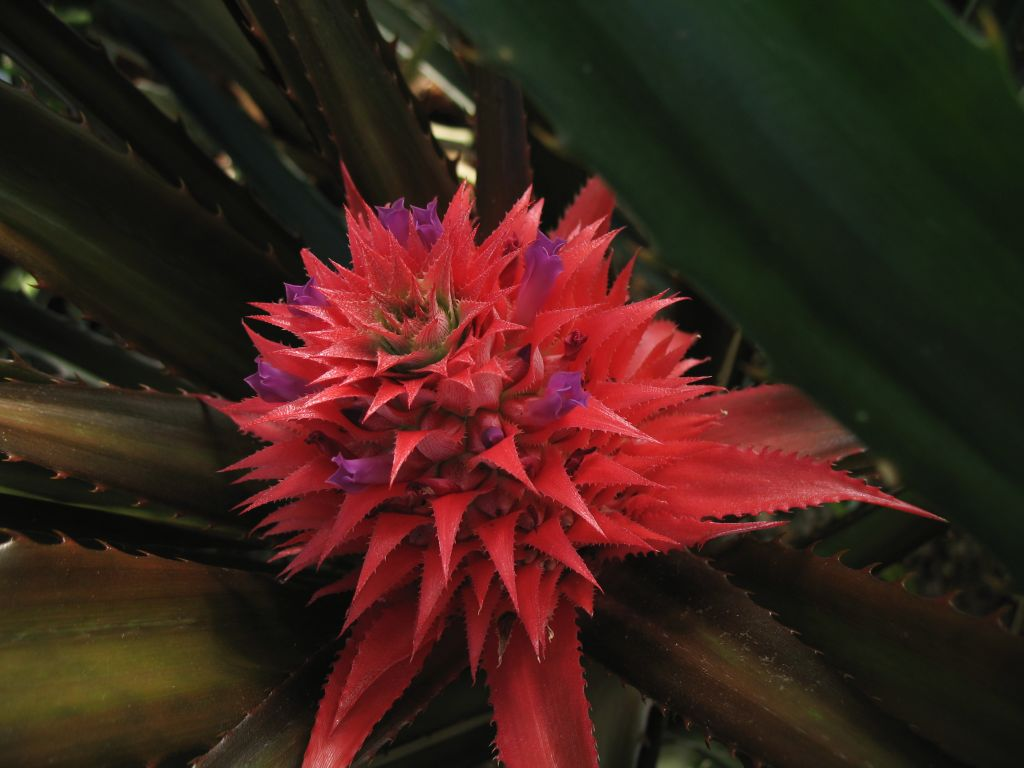
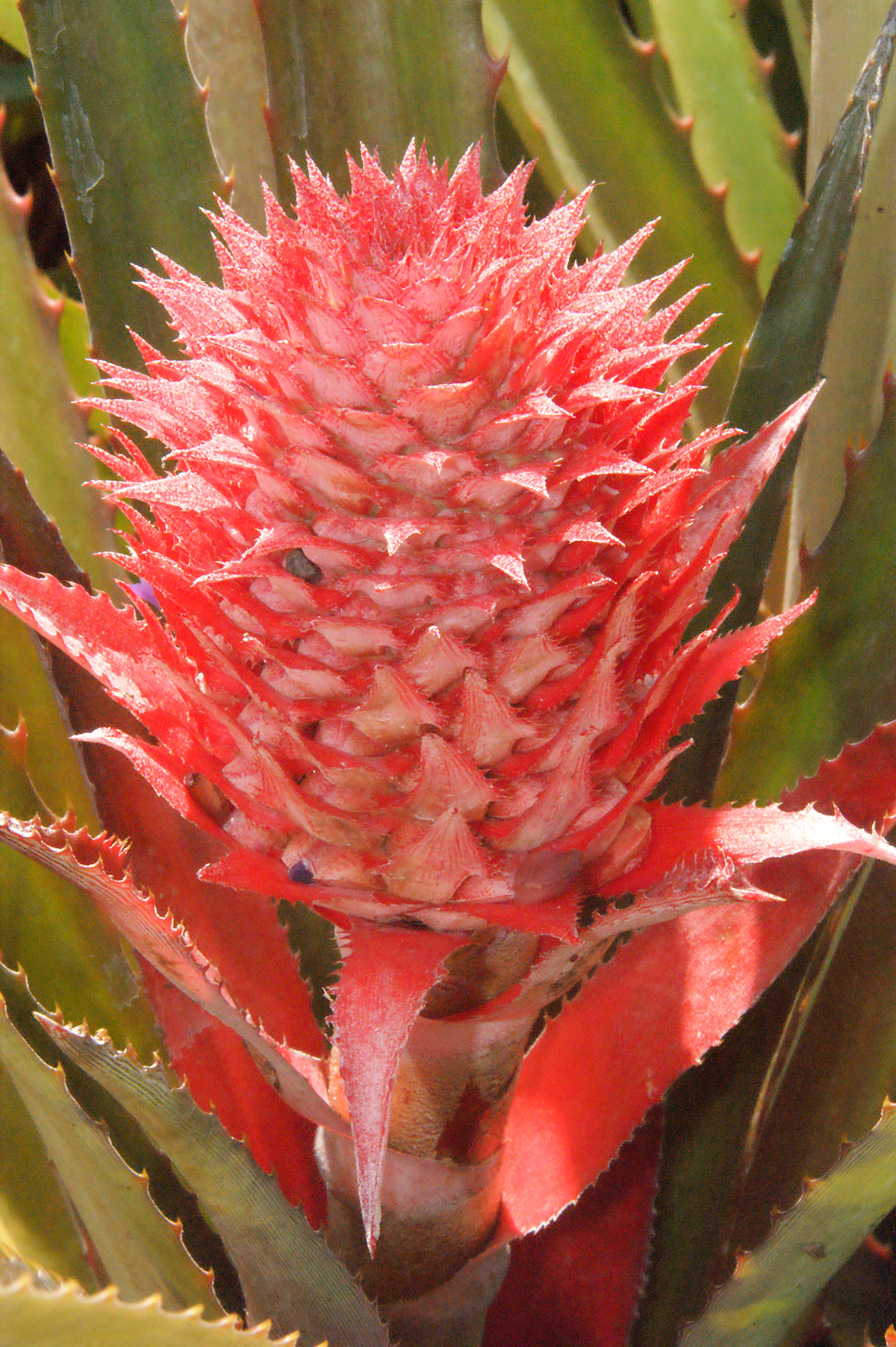